# Dorfkirche Oberkatz

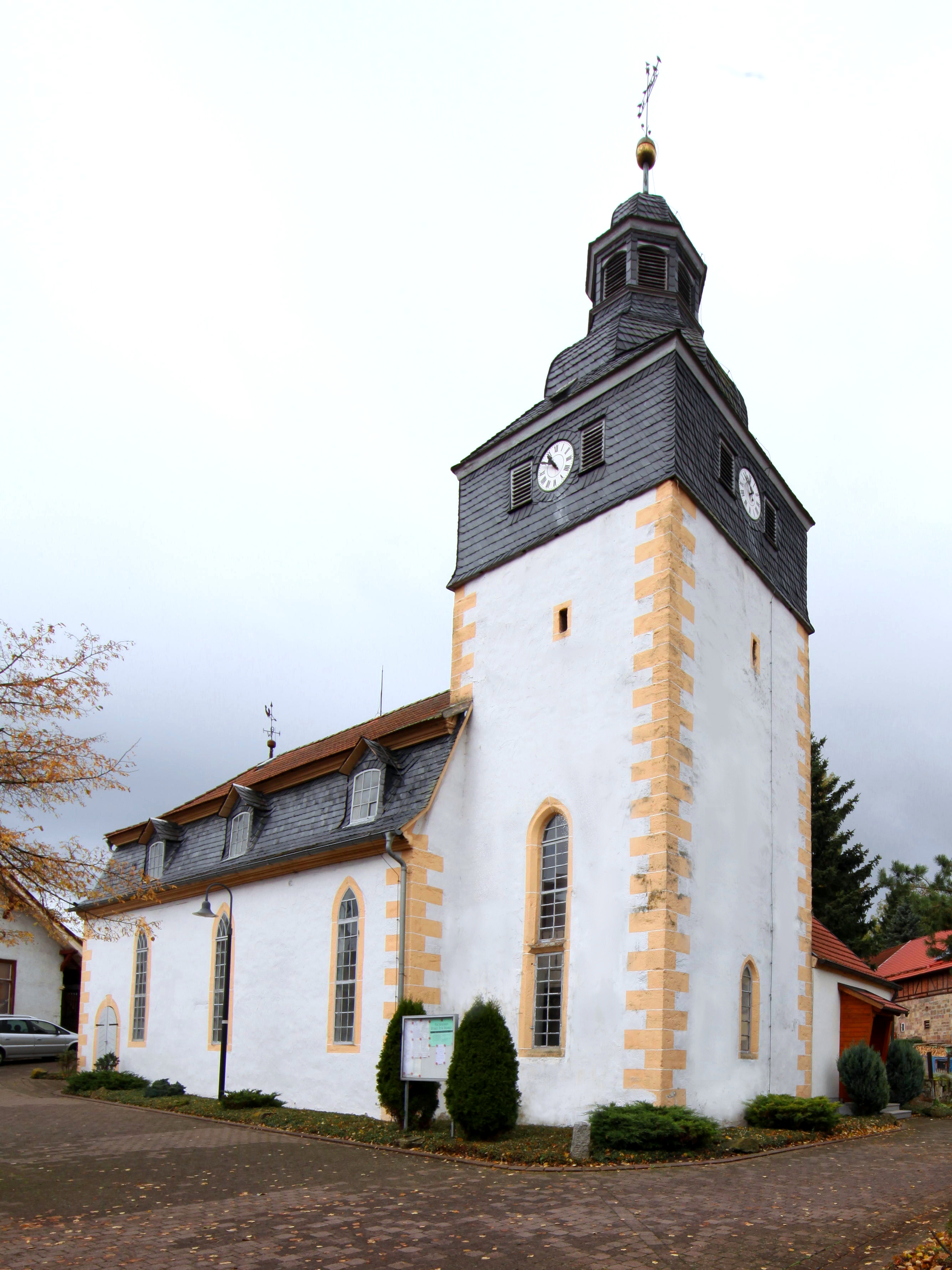
Die Kirche

Die evangelisch-lutherische Dorfkirche Oberkatz steht in Oberkatz, einem Ortsteil von Kaltennordheim, im Landkreis Schmalkalden-Meiningen in Thüringen.

## Geschichte
Im Dreißigjährigen Krieg wurde die Vorgängerkirche zerstört. Danach trauerte man 30 Jahre, bevor wieder verhaltene Musik zu Hochzeiten gestattet worden war.
Der Wiederaufbau der Kirche war nur über weit ins Land reichende Sammlungen möglich. Es wurde eine schlichte und angenehme Kirche gebaut. Die Überschrift über dem Türbogen lautet „Ehre sei Gott in der Höhe“. Es sind keine Jahreszahlen angegeben. Den Raum der Kirche schmücken Bilder von Luther und Melanchton.